# 톰 앳킨스

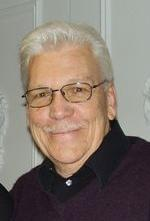

톰 앳킨스(Tom Atkins, 1935년 11월 13일 ~ )는 미국의 배우이다.
피츠버그에서 태어났다.

## 출연 작품
- 엔카운터 (2018년)
- 드라이브 앵그리 3D (2011년) - 캡 역
- 어메이징 레이서 (2009년) - 마틴 역
- 블러디 발렌타인 (2009년) - 버크 역
- 턴 오브 페이스 (2002년)
- 브루저 (2000년)
- 복수 선언 (1993년)
- 스트라이킹 디스턴스 (1993년)
- 회색의 그늘 (1992년)
- 밥 로버츠 (1992년)
- 야성의 절규 (1991년)
- 에드가 알란 포우의 검은 고양이 (1990년)
- 복수의 일격 (1989년)
- 데드 맨 아웃 (1989년)
- 레몬 스카이 (1988년) - 더글러스 역
- 엽살경찰 (1988년)
- 누군가 노리고 있다 (1987년)
- 리썰 웨폰 (1987년) - 마이클 헌세이커 역
- 살인 누명 (1986년)
- 나이트 크리프스 (1986년)
- 더 뉴 키즈 (1985년)
- 할로윈 3 (1983년)
- 크립쇼 (1982년)
- 에스케이프 프롬 뉴욕 (1981년)
- 9번째 배치 (1980년)
- 안개 (1980년) - 닉 캐슬 역
- A Death in Canaan (1978)
- Where's Poppa? (1970)
- 형사 (1968년)

### 텔레비전
- 형사 Q (1982)